# Jeunes pour jeunes
Jeunes pour jeunes (ook Gento oye of Kake) was een stripblad uit Congo-Kinshasa.

## Geschiedenis
Het tijdschrift werd in 1964 opgericht als Gento oye door de journalist en latere schrijver Achille Ngoye. Het werd aanvankelijk geïllustreerd door César Sinda en Denis Boyau Loyongo. Later werd het uitgegeven door de voetballer Freddy Mulongo, waarop de naam op 10 augustus 1968 wijzigde naar Jeunes pour jeunes. In het tijdschrift verschenen onder meer strips van Denis Boyau Loyongo, Djemba Djeis, Lépa Mabila Saye, Mavitidi Lusuki, Bernard Mayo Nke, Gérard Sima Lukombo, Onoya Yema, Liande en Christian Ekunde Bosoku. Zij tekenden onder meer stripreeksen zoals Apolosa, Sinatra, Durango en Mosekonzo, Sakina et Mutombo. De strips in het tijdschrift werden vaak overgenomen door andere auteurs, die die reeksen dan ook in hun eigen stijl tekenden. 
Ten tijde van de afrikanisering onder het regime van Mobutu Sese Seko wijzigde de naam van het tijdschrift in 1971 naar Kake. In 1978 werd het tijdschrift stopgezet, wat toegeschreven werd aan een economische crisis, censuur van de plaatselijke overheid en een bemoeilijkte distributie, onder andere door de gebrekkige infrastructuur in Congo-Kinshasa.